# 祝山駅
祝山駅（しゅくさんえき）は、台湾嘉義県阿里山郷にある阿里山森林鉄路祝山線の終着駅。駅舎の一部とホーム先端は南投県にある。標高は2,451メートルで台湾最高標高地点の駅。また、大陸以外の島における世界最高標高の鉄道駅でもある。御来光観覧のための登山客が多く訪れる。

## 歴史
- 1984年5月 - 着工。
- 1985年10月 - 完工。
- 1986年1月13日 - 開業[1]。
- 2011年2月25日 - 「台湾の鉄道最高標高地点」を表す記念碑設置[2]
- 2016年1月13日 - 開業30周年記念乗車券発売[3]
- 2020年10月14日 - 駅舎改築に伴い2022年まで閉鎖[1]。

## 駅構造
単式ホーム1面5線の地上駅。構内にホームのない側線4本を備える。ホームは大きくカーブしており、足下には注意が必要で改善要望が出されているが、路線全体が県の無形文化遺産に指定されているため、保留されている。。

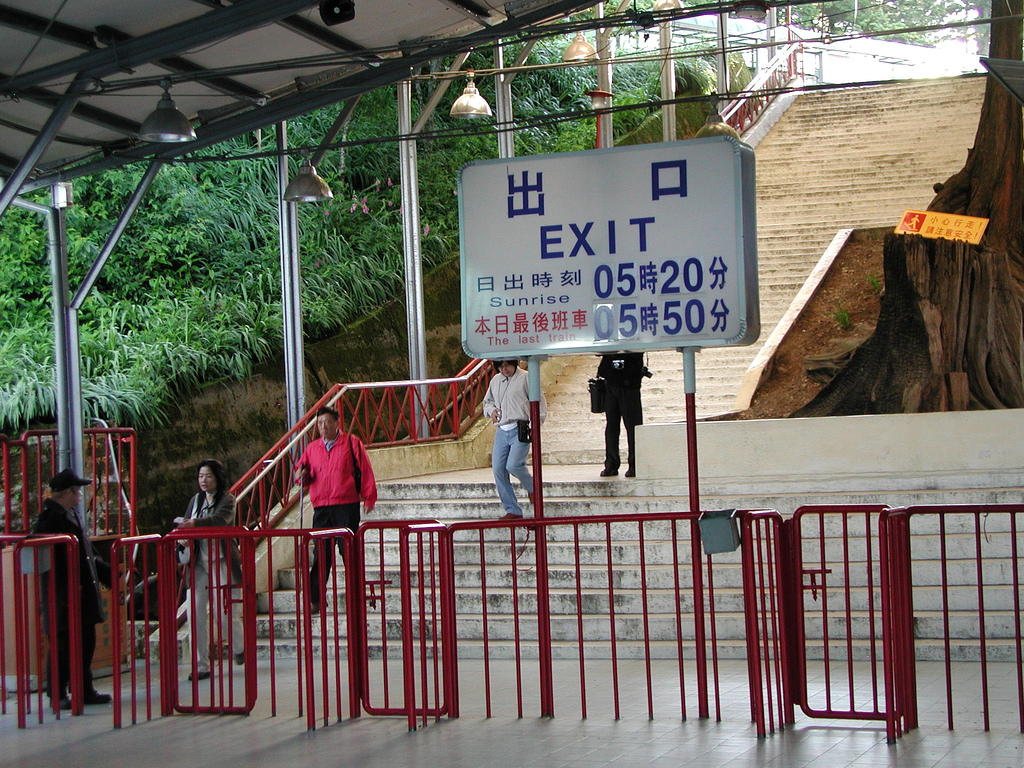
改札口
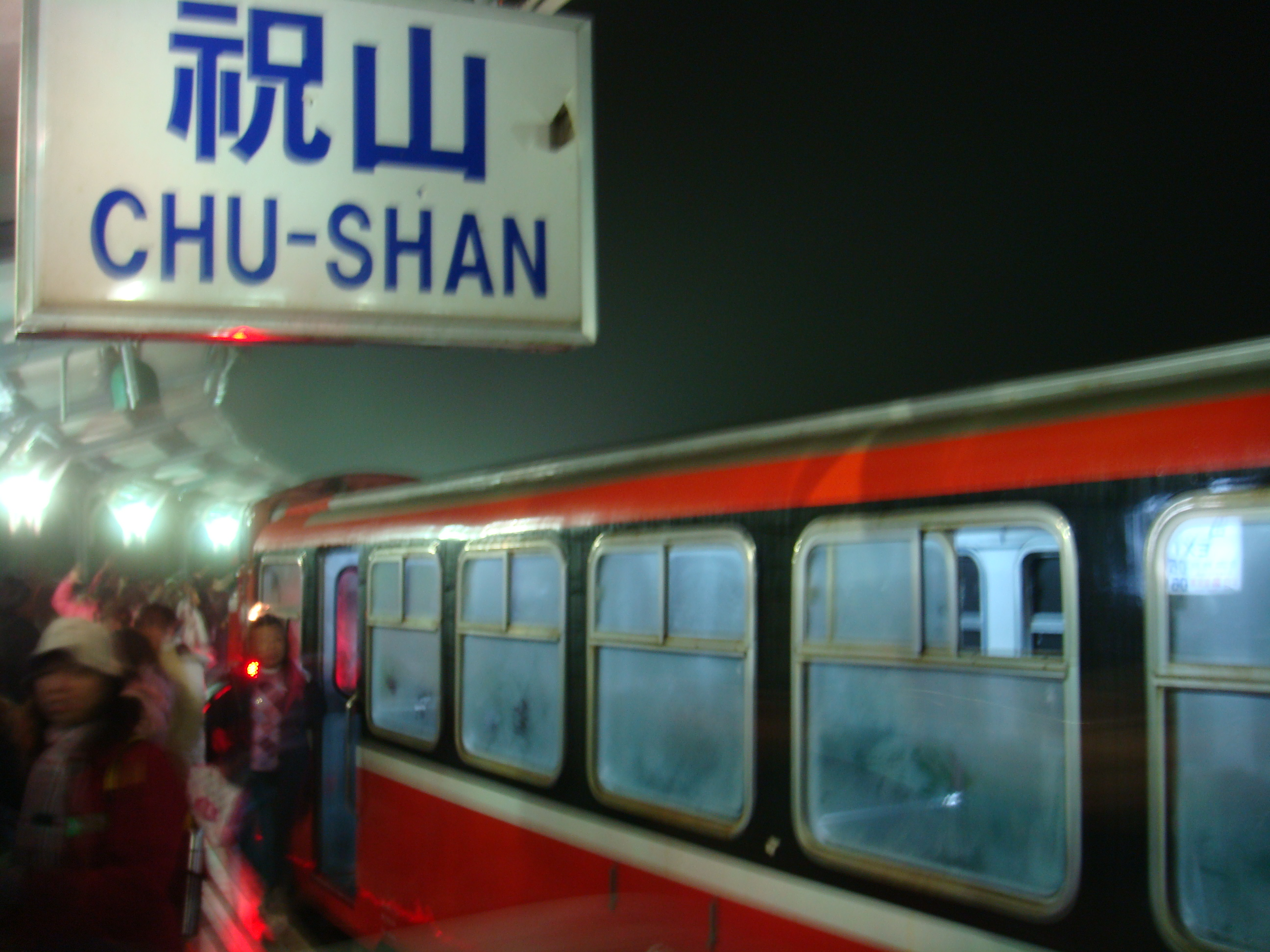
ホーム
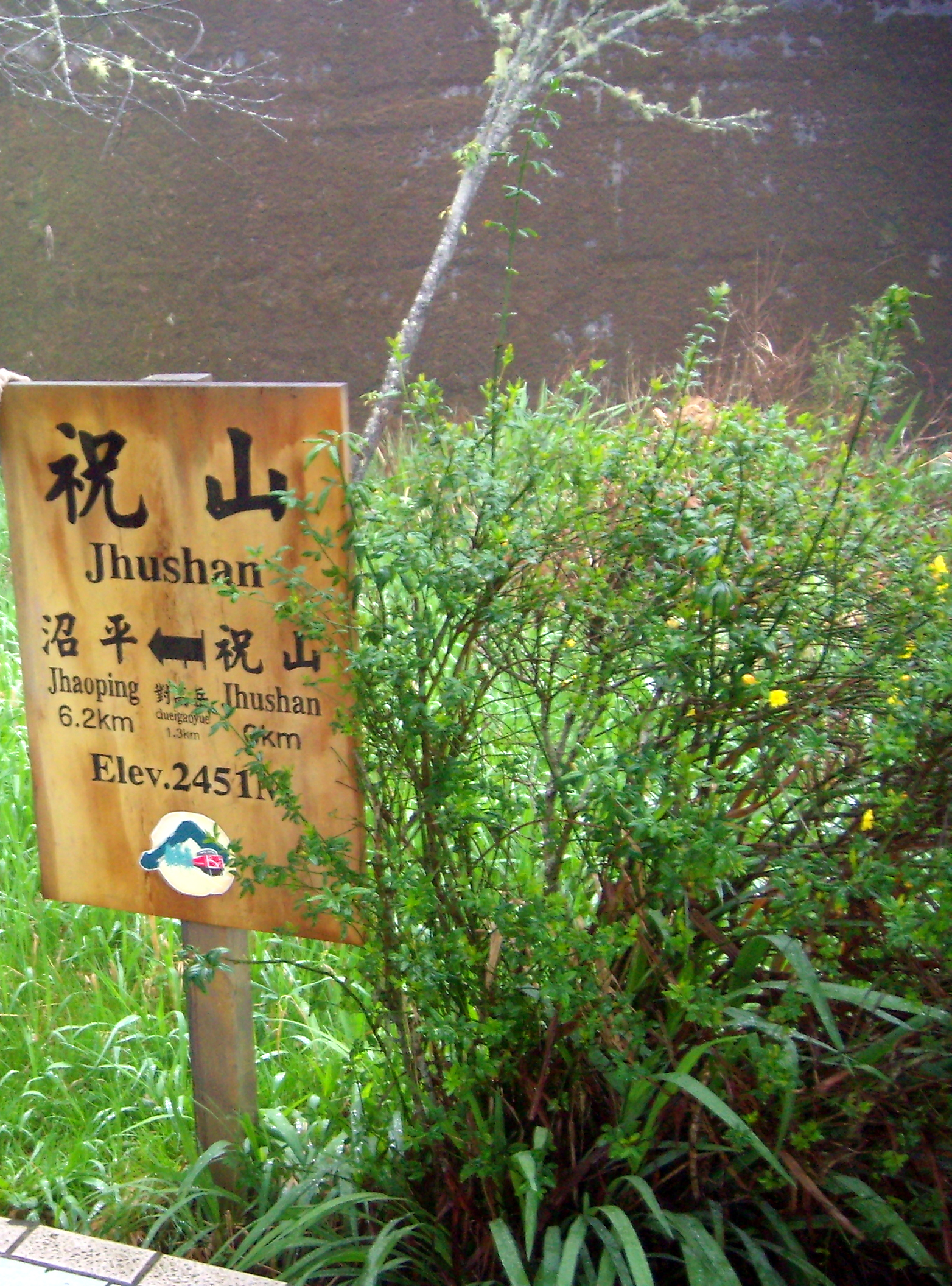
駅名標
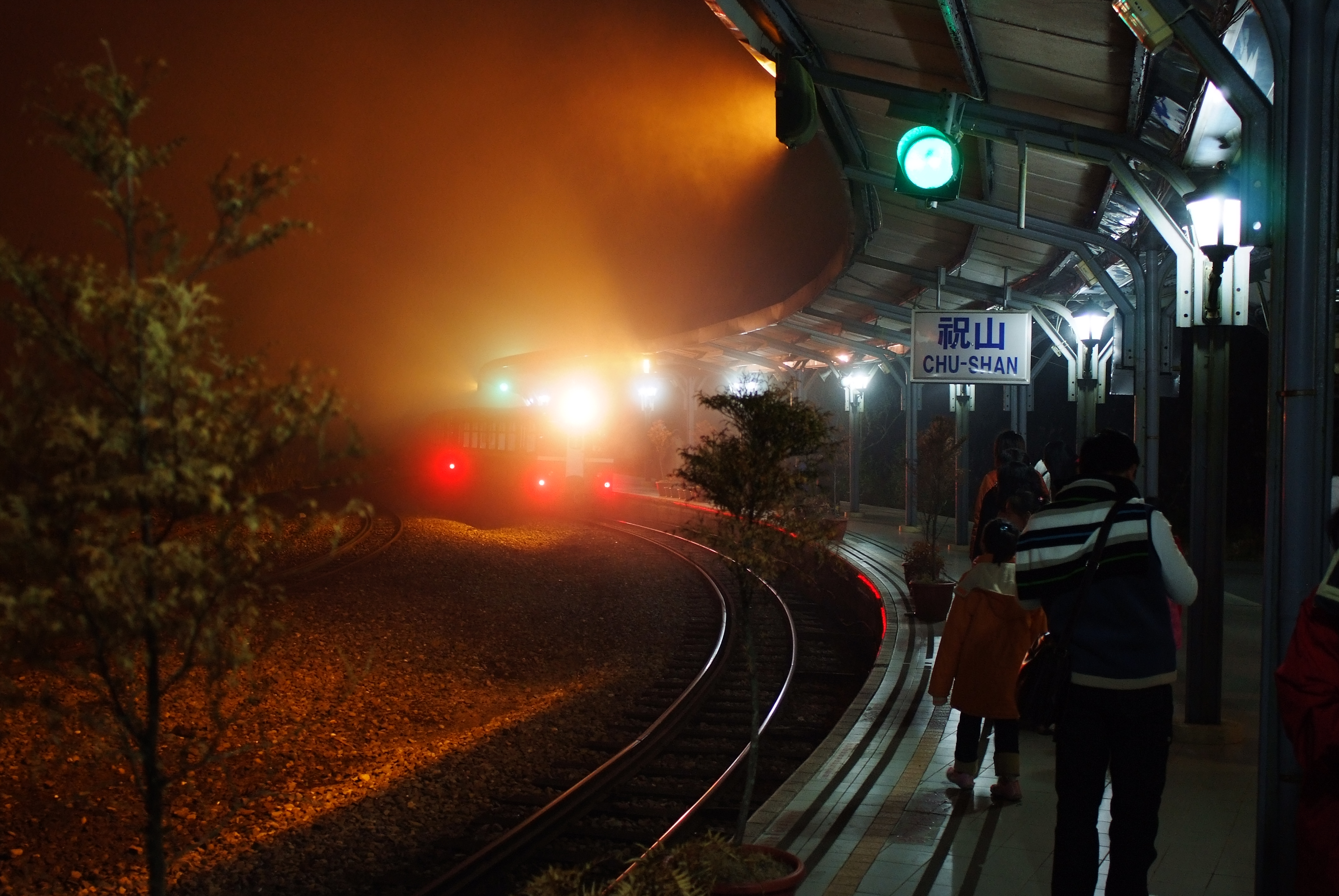
夜明け前のホーム

## 利用状況
阿里山駅からの列車は日の出時刻や行楽客数によって変動する。阿里山駅からの運賃は大人片道150台湾ドル、大人往復300台湾ドル。

## 駅周辺
- 小笠原山展望台（祝山展望台） - 玉山群峰、阿里山山脈、大塔山（中国語版）、対高岳などが一望できる。
- 観日楼
- 祝山観日平台
- 高山植物園
- 小笠原山（中国語版） - 日本人技師小笠原富次郎が1904年に探査目的で初登頂したことを記念して命名[6]。

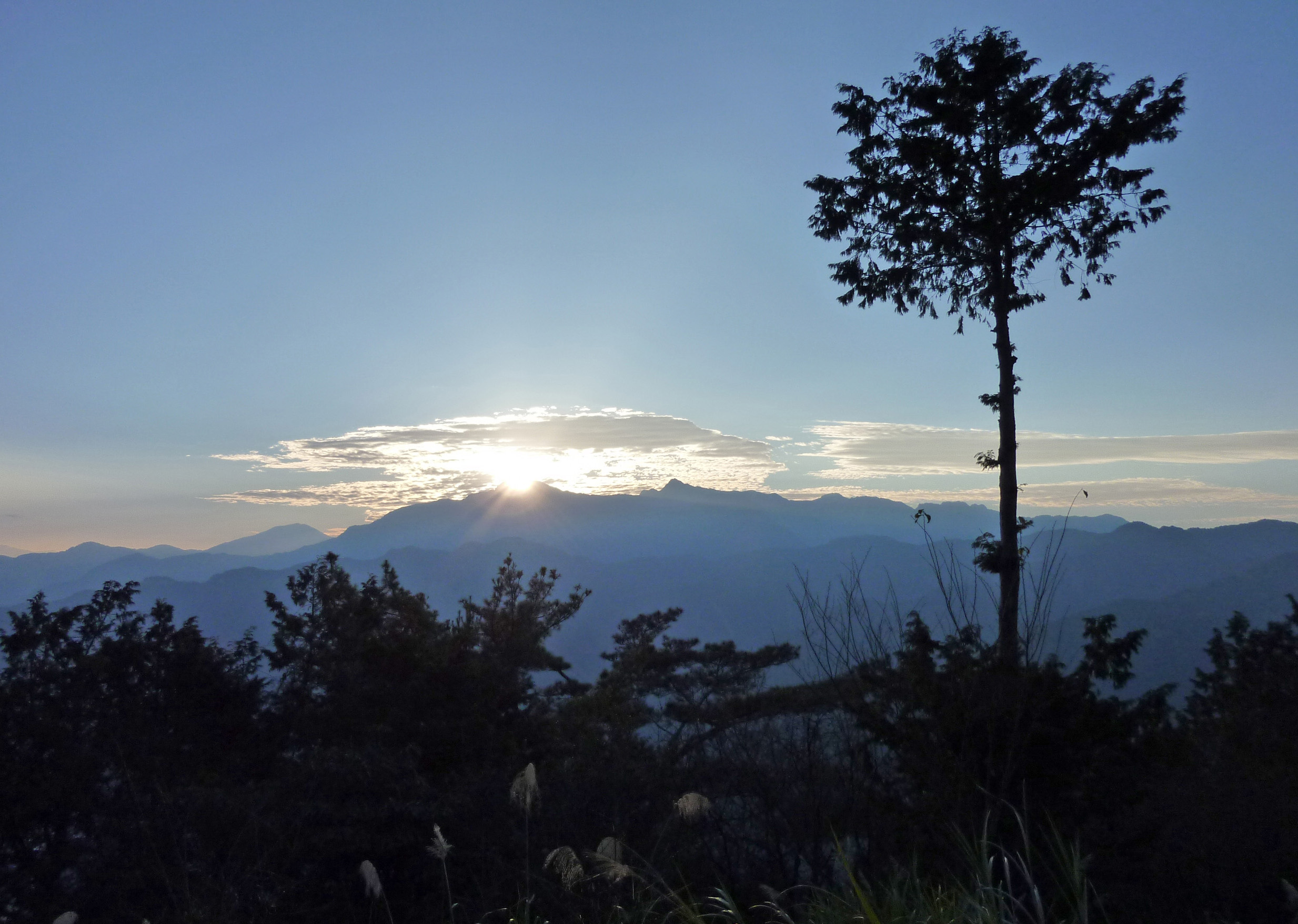
駅からの祝山

## 隣の駅
阿里山森林鉄路
■祝山線
対高岳駅(臨時駅) - 祝山駅